# Saint-Gervais, Gironde
Saint-Gervais är en kommun i departementet Gironde i regionen Nouvelle-Aquitaine i sydvästra Frankrike. Kommunen ligger i kantonen Saint-André-de-Cubzac som tillhör arrondissementet Blaye. År 2022 hade Saint-Gervais 1 981 invånare.

## Befolkningsutveckling
Antalet invånare i kommunen Saint-Gervais
Referens:INSEE